# Vizslás
Vizslás é um município da Hungria, situado no condado de Nógrád. Tem 10,12 km² de área e sua população em 2015 foi estimada em 1.316 habitantes.